# Ilex victorinii
Ilex victorinii là một loài thực vật có hoa trong họ Aquifoliaceae. Loài này được Alain mô tả khoa học đầu tiên năm 1953.